# Wakita (Oklahoma)
Wakita es un pueblo ubicado en el condado de Grant en el estado estadounidense de Oklahoma. Apareció en la película Twister de 1996. En el año 2010 tenía una población de 344 habitantes y una densidad poblacional de 382,22 personas por km².

## Geografía
Wakita se encuentra ubicado en las coordenadas 36°52′54″N 97°55′26″O / 36.88167, -97.92389 (36.881781, -97.923757).

## Demografía
Según la Oficina del Censo en 2000 los ingresos medios por hogar en la localidad eran de $30,096 y los ingresos medios por familia eran $34,792. Los hombres tenían unos ingresos medios de $22,361 frente a los $21,500 para las mujeres. La renta per cápita para la localidad era de $17,302. Alrededor del 11.9% de la población estaban por debajo del umbral de pobreza.